# 立川左談次
立川 左談次（たてかわ さだんじ、1950年12月2日 - 2018年3月19日）は、落語家。本名∶山岡 通之。東京都調布市出身。落語立川流に所属。出囃子は『あの町この町』。「駄句駄句会」同人で、俳号は「斜断鬼」。

## 経歴
1968年4月、七代目立川談志に入門し、前座名「談奈」を名乗る。当時は落語協会に所属していた。同年、談志出演の映画『昭和元禄ハレンチ節』にワンシーンながら出演。
1973年9月、二ツ目昇進し「立川左談次」に改名。
1982年12月に初代古今亭志ん五、六代目古今亭志ん橋、春風亭一朝、柳家せん八、三代目三遊亭小金馬、四代目吉原朝馬、七代目三遊亭圓好、六代目立川ぜん馬、立川談生と共に真打昇進。1983年、談志の落語協会脱会及び落語立川流の創設に伴い、落語立川流所属となる。
2016年8月、自身のTwitterで食道がんであることを公表し、以降は高座に上がりながら治療を続けていた。2017年9月8日～12日「立川左談次 落語家生活五十周年記念興行」が渋谷らくご（東京・ユーロスペース）で行われる。
2018年3月19日21時20分、食道がんのため、東京都内の病院で死去。67歳没。最後の高座は、2018年3月11日「渋谷らくご」での『初めてのさよなら』であった。
2019年3月8日～12日、渋谷らくごで「立川左談次 追善興行」が、3月31日に新宿末廣亭で「立川左談次 一周忌追善興行」が開かれた。
2024年3月9日、渋谷らくごで「立川左談次 追善興行」が行われた。出演は柳家小ゑん・立川左平次、立川志ら乃、立川左談次（映像）。11月16日に巣鴨・スタジオフォーで「立川左談次 七回忌落語会」が行われた。出演は立川龍志・立川左平次・立川談吉。左談次を偲ぶトークも行われ、前出の三人と立川キウイ・橘右橘・寺脇研（司会）が参加した。

## 芸歴
- 1968年4月 - 七代目立川談志に入門、前座名「談奈」を名乗る。
- 1973年9月 - 二ツ目昇進、「左談次」に改名。
- 1982年12月 - 真打昇進。
- 1983年 - 談志の落語協会脱会及び落語立川流の創設に伴い、落語立川流所属となる。

## 逸話
江戸っ子らしいキレのいい口調とひょうげた調子の芸風で客席の笑いを取る正統な江戸落語家のひとり。ただし、師匠譲りの落語家らしい破天荒さでも知られていた。
読書家であり、得意ネタとして「読書日記」がある。本を高座に持ち込み、朗読しながらその内容に突っ込みを入れるというもの。題材となる本は、落語家の著書を使うことが多い。変わったところではWikipediaを印刷したものを使うこともあった。
噺家になった理由を「朝寝坊ができるから」と自ら述べているが、これは決して嘯いているわけではなく、入門直後に談志の映画撮影のために毎日朝8時に撮影所のある大船へ通っていた時の事を真打になった後に「なぜ早起きしなきゃならなかったんだか」と愚痴を言っている。
前座の立川談奈時代（師匠の立川談志が落語協会を脱会以前）、ある寄席で高座返し等の仕事をしていた時、ある日に色物の「さえずり姉妹」の後に6代目三遊亭圓生の出番のあった時、「さえずり姉妹」の演目後、めくりを返すのを忘れて、そのまま6代目三遊亭圓生の出になってしまって後で楽屋でこっぴどく怒られた事があるとのこと。
立川談志門下の落語家は、落語協会を離れて落語立川流になってからは鈴本演芸場には出演できなくなったが、左談次に限って、桂才賀の余技の踊り（篠原流新舞踊)「浪曲子守唄（唄:一節太郎）」で、才賀の背中におぶわれる赤ん坊として「立川流は定席の高座を踏めない。なので、高座には出たが足は高座を踏んではいない」という理屈で、数回登場したことがある(落語は演じていない）。この形での最後の出演は2014年2月16日であった。また、この踊りで花王名人劇場に出演したこともある。

## 弟子
- 立川左平次
- 立川談吉 - 2012年4月に談志門下から預かり弟子として移籍。左談次の死去時は二つ目のため、立川談修が身分を預かった。

## 出演番組
- たほいや （フジテレビ）
- ナイスデイ （フジテレビ）『左談次の朝刊フジ』レギュラー
- 爆笑おもしろ寄席（テレビ東京）『爆笑と恐怖 ハリセン大喜利』レギュラー回答者
- 唐沢俊一のポケット （TBSラジオ、2007年1月5日）
- 今どき落語 立川談志特別追悼編（BSジャパン、2011年12月27日）
- 「春風亭小朝＆立川左談次＆立川ぜん馬 のラジカントロプス２.０〜立川談志三回忌特別番組〜」(ラジオ日本、2013年11月18日、11月25日)[10]
- 柳家喬太郎のようこそ迎賓館「立川流一門会パート3」(BS11、2013年7月16日）[11]
- アナザーストーリーズ 運命の分岐点「落語を救った男たち　天才現る！古今亭志ん朝の衝撃」（NHKBSプレミアム、2017年6月13日)[12]
- 100分de名著「百人一首（3）」（NHKEテレ、2024年11月18日）- 百人一首のリメイクとして落語「崇徳院」が紹介され、生前の高座が一部流れた。

## DVD
- 軽くだョ！（2020.3、山岡光子）-　「骨折漫談」「山号寺号」「町内の若い衆」収録